# Oskar Ågren
Oskar Erik Ågren, född 10 september 1998, är en svensk fotbollsspelare som spelar för Gais.

## Karriär
Ågrens moderklubb är LB07. Han blev uppflyttad till A-laget 2014 och spelade där till 2018. 2019 flyttade Ågren till USA för att studera på Clemson universitet och spel i collagelaget Clemson Tigers. Efter tre säsonger med Clemson Tigers, spelade han 61 matcher, gjorde 6 mål och 7 assists. Han tilldelades också många utmärkelser, inklusive All-ACC Academic Team-meber 2019, andralaget All-ACC 2020, Första-laget All-ACC 2021, och var en MAC Hermann Trophy Finalist. Under somrarna när han var hemma i Sverige fortsatte Ågren att spelade med LB07.
Den 11 januari 2022 draftades Ågren som 13:e totalt i 2022 MLS SuperDraft av San Jose Earthquakes efter att klubben hade förvärvat valet från D.C. United för ett andra val och $100 000 i allmänna allokeringspengar. Den 18 februari 2022 skrev han på med Major League Soccer om ett avtal med klubboptioner fram till 2025. Under sin första och andra säsong med San Jose uppträdde Ågren för San Jose Earthquakes II i MLS Next Pro.
Den 13 april 2023 lånades Ågren ut till USL Championship-klubben Colorado Springs Switchbacks FC.
I februari 2024 värvades Ågren av IK Brage, där han skrev på ett tvåårskontrakt. Efter ett år i Superettan med klubben värvades han för 700 000 kr av allsvenska Gais, där han skrev på ett fyraårskontrakt.

## Privatliv
Oskar är son till före detta Malmö FF-profilen Per Ågren.